# Homosfera
Homosfera – część atmosfery, w której skład chemiczny zasadniczo nie zmienia się z wysokością, z wyjątkiem zawartości gazów śladowych. W przypadku atmosfery ziemskiej warstwa ta sięga do wysokości ok. 90–100 km. Powietrze zawiera w niej głównie azot i tlen, zmienna jest zawartość pary wodnej, ozonu i dwutlenku węgla. Jednorodność składu wynika z intensywnego mieszania powietrza przez konwekcję termiczną i turbulencje. W obrębie homosfery występują warstwy o różnych warunkach termicznych: troposfera, stratosfera i mezosfera. Homosferę od heterosfery dzieli homopauza; powyżej tej granicy średnia droga swobodna cząstek gazu staje się większa niż skala długości związana z ruchem turbulentnym.